# Khurshidbanu Natavan
Khurshidbanu Natavan (en azerí: Xurşidbanu Natəvan), también conocida como “Xan qızı” (la hija de khan) (6 de agosto de 1832 - 2 de octubre de 1897) – fue una poetisa azerbaiyana.

## Biografía

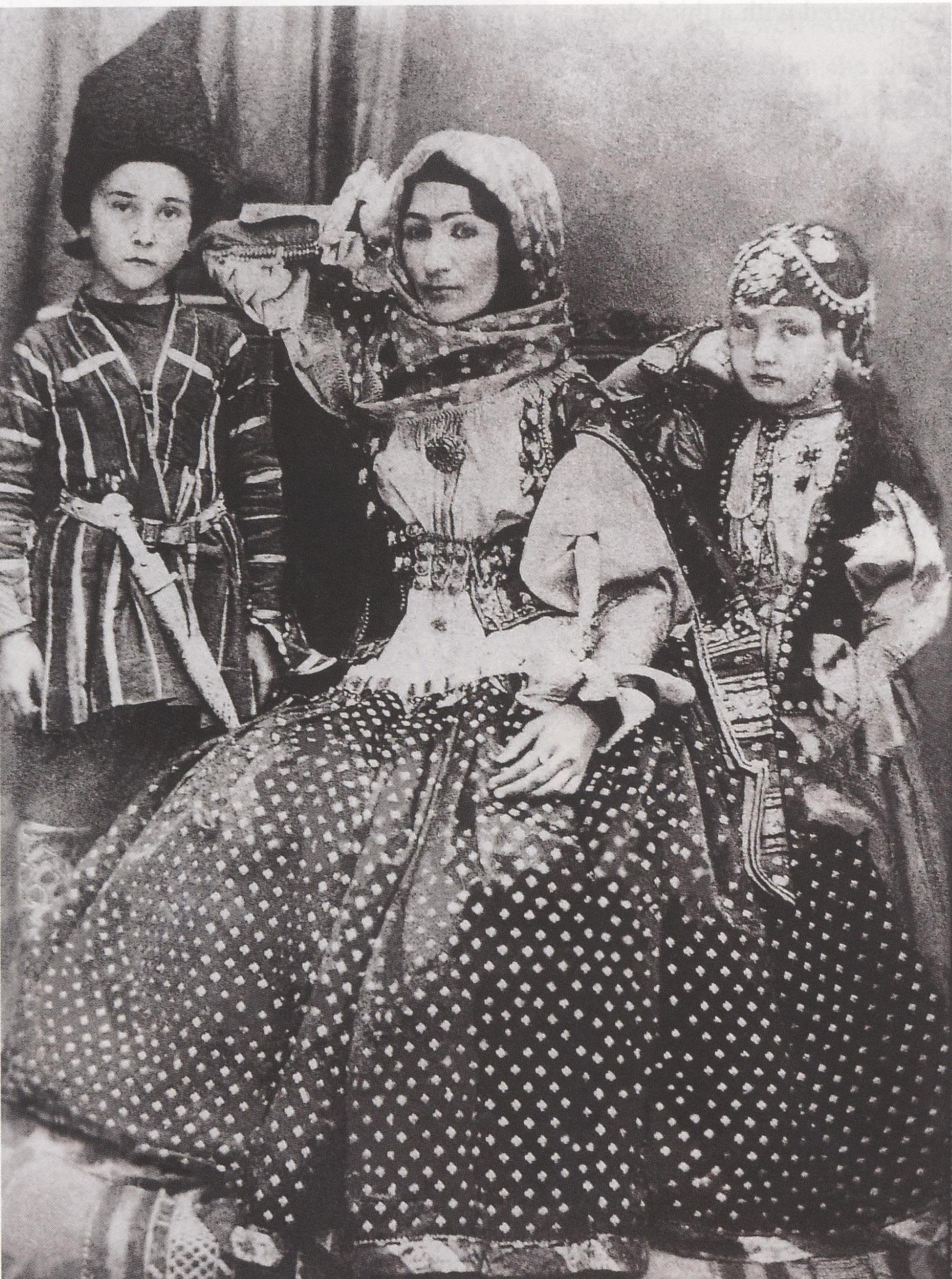
Khurshidbanu Natavan y sus hijos del primer matrimonio

Natavan nació el 6 de agosto de 1832 en Şuşa en la familia del último khan del Kanato de Karabakh Mehdiqulu khan y  Badirdjahan-beyim, la nieta de Ibrahim Khalil khan y de Javad Khan. Ella recibió su educación en casa, aprendió idiomas orientales y leyó las obras clásicas de Ferdousí, Nezamí Ganyaví, Sa'di, Hafez de Shiraz, Ali-Shir Nava'i, etc. Viajó a Daguestán, estuvo en Tiflis, Bakú. En 1858 se encontró con Alejandro Dumas en Bakú.
Una de las primeras sociedades literarias – “Majlis-i Uns” ( Reunión de los amigos), que se fundó por Khurshidbanu Natavan en Shusha en 1872, se hizo especialmente popular y concentró la fuerza poética-intelectual de Qarabağ. Natavan fue involucrada en la filantropía, el desarrollo social y cultural de Qarabağ. Natavan se hizo construir un palacio, una mezquita, una escuela, etc.
Khurshidbanu Natavan empezó su carrera poética en los años 1850. El humanismo, la amistad, el amor fueron los temas principales de sus gazal y ruba'i y sólo la pequeña parte de sus obras sobrevivió hasta ahora. Muchos de estos gazal interpretaron en las  músicas tradicionales hoy en día. Además de la creatividad poética, Natavan se dedicó a la pintura. 
Diván completa de Khurshidbanu Natavan no se conservó, pero hay libro con su 13 versos en azerbaiyano. Primera colección de su versos fue publicado por Salman Mumtaz en 1928, y en 1982 fue publicado primera colección de versos en ruso.
Khurshidbanu Natavan murió en el año 1897, en el octubre en Shusha. Ella está enterrada en Aghdam en cementerio "Imaret"

## Vida matrimonial

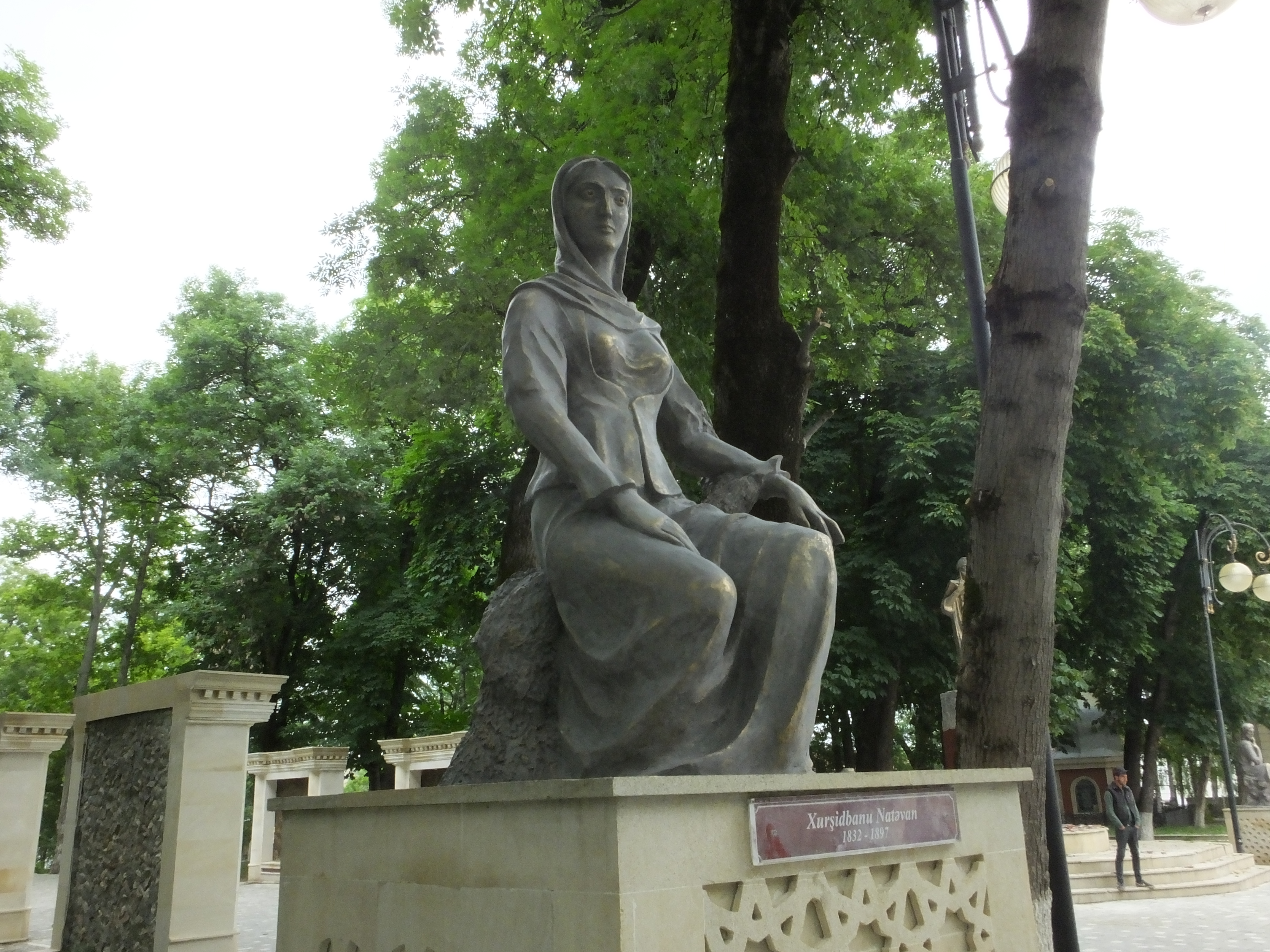
El monumento de Khurshidbanu Natavan, Quba, Azerbaiyán

Khurshidbanu Natavan se casó por primeras nupcias con el príncipe Khasya khan Utsmiyev y del matrimonio, en 1855, nació su hijo Mekhtikulu khan y, en 1856, su hija Khan Bike. Según diversas fuentes este matrimonio fue un mero trámite político. 
En segundas nupcias, se casó con Seid Husein Aghamirov y de este matrimonio en 1868 nació su hijo Mir Abbas agha; en 1870 Mir Hasan agha. Un tercer hijo, Mir Djafar agha y dos hijas,  Sara-beyim y Khadjar-beyim con fechas no confirmadas. 

## Memoria
En el año 1960 se erigió el monumento de Natavan en el centro de Bakú por el escultor Omar Eldarov. 
En febrero del año 2016 el monumento de Natavan se levantó en el parque central de la ciudad  Waterloo (Bélgica) por el escultor Imran Mehdiyev, dirigido por Tahir Salahov.
En 2017 en la ciudad francesa Évian-les-Bains se erigió el monumento de Natavan.
En Quba, ciudad azerbaiyana también fue levantado un monumento de Khurshidbanu Natavan. 